# Bitwa pod Trzebiną
Bitwa pod Trzebiną (niem. Schlacht bei Kunzendorf) – starcie zbrojne, które miało miejsce 30 lipca 1761 w trakcie trzeciej wojny śląskiej (części wojny siedmioletniej).

## Przebieg
30 lipca 1761 roku pruska armia pod dowództwem Hansa Joachima von Zietena zaatakował od strony Niemysłowic stacjonujące w Prudniku i jego okolicy wojsko austriackie, którym dowodził Joseph Casimir von Draskowitz. Następnie Prusacy rozpoczęli z Kaplicznej Góry lub Koziej Góry ostrzał artyleryjski na austriackie oddziały w Trzebinie. Austriacy odpowiadali Prusakom ogniem artyleryjskim z dział ustawionych na południowy zachód od Trzebiny.
Wojsko pruskie podzieliło się na dwie grupy. Pierwsza z nich przemieszczała się w kierunku dawnego folwarku Stadt Kozem w kierunku na Jindřichov, a druga na Osobłogę przez Krzyżkowice. Siły generała Draskowitza zostały okrążone, jednak udało im się wycofać do Karniowa.